# Falébogárfélék
A falébogárfélék  (Nosodendridae) a rovarok (Insecta) osztályában a bogarak (Coleoptera) rendjébe, azon belül a mindenevő bogarak (Polyphaga) alrendjébe tartozó család.  Ezek az élőlények világszerte megtalálhatók, különösen az északi mérsékelt öv régióiban. A család tagjait főként rothadó faanyagokon figyelhetjük meg, ahol a gombásodott növényi anyagokban található mikroorganizmusokkal táplálkoznak.
A falébogárfélék fajai kisméretű, kompakt testű bogarak, amelyek színe általában fekete vagy sötétbarna. Egyes fajok esetében a külső kitinborítás enyhén fényes lehet. Biológiai szempontból jelentősek a lebontó folyamatokban betöltött szerepük miatt, mivel részt vesznek a szerves anyagok lebontásában, hozzájárulva az ökoszisztéma egyensúlyának fenntartásához. E család tudományos kutatása korlátozott, azonban az eddig elvégzett tanulmányok alapján a falébogárfélék elterjedésének és ökológiai szerepének pontosabb megértése fontos lehet a biodiverzitás megőrzése érdekében.

## Elterjedésük
A falébogárfélék világszerte elterjedtek, különösen a mérsékelt és trópusi régiókban. Elsősorban erdős területeken találhatók meg, ahol bőségesen rendelkezésre áll a korhadó vagy elhalt faanyag, amely életmódjukhoz és szaporodásukhoz nélkülözhetetlen.
A család fajai az északi félteke mérsékelt égövi erdőiben ugyanúgy előfordulnak, mint a trópusi esőerdők nedves, párás környezetében. Egyes fajok különösen jól alkalmazkodtak a monszunos vagy szezonálisan száraz területekhez, ahol az elhalt fák átmeneti gazdagodása táplálékbázisukat növeli. Az emberi tevékenységek, például az erdőirtás és a faanyag-kereskedelem, olykor elősegítik ezeknek a bogaraknak a véletlen elterjedését új élőhelyekre.
Egyes falébogárfélék szinantrop módon is megtalálhatók, például feldolgozott faanyagban vagy épületek faszerkezeteiben, ahol lárváik komoly károkat okozhatnak. Az ilyen populációk megfigyelése azt mutatja, hogy a család fajai képesek alkalmazkodni az ember által módosított környezetekhez is.

## Felépítésük
Felépítésük
A falébogárfélék testfelépítése a rejtett életmódhoz és a faanyagban való élősködéshez specializálódott. A család tagjai általában közepes méretű bogarak, testhosszuk 3–20 mm között mozog. Hengeres, megnyúlt testük elősegíti a faanyag belsejében való könnyed mozgást.

### Fej
A fej kicsi, előreálló és jól fejlett rágó szájszervekkel rendelkezik, amelyek a faanyag megrágására és a gombás fertőzött szövetek feldolgozására szolgálnak. A szemek kicsik, de jól fejlettek, lehetővé téve számukra a sötét repedésekben való tájékozódást. A csápok hosszúak és fonálszerűek, érzékenyek a kémiai jelekre, ami segíti őket a párkeresésben és a táplálék megtalálásában.

### Tor
A tor széles és erőteljes, három szelvényből áll, amelyekhez hat erős láb kapcsolódik. A lábak rövidek és karmokkal végződnek, amelyek lehetővé teszik számukra a korhadó faanyaghoz való kapaszkodást. A pronotum (előtor) gyakran szélesebb a test többi részénél, védelmet nyújtva a fejnek.

### Szárnyak
Fedőszárnyaik (elytra) kemények, és szorosan illeszkednek a testhez, védve a hártyás szárnyakat, amelyekkel néhány faj képes repülni. A repülési képesség azonban korlátozott, és főként a párkeresés vagy az új élőhelyek felfedezése során használatos.

### Potroh
A potroh hosszúkás és szelvényezett, a fedőszárnyak részben beborítják. A potroh mirigyeket tartalmazhat, amelyek védőanyagokat választanak ki, elriasztva a ragadozókat. A nőstények potroha módosulhat, hogy megkönnyítse a peték lerakását a faanyag repedéseibe.

### Speciális adaptációk
A falébogárfélék lárvái különösen figyelemre méltóak, mivel a faanyagban élve táplálkoznak, és gyakran speciális gombákkal állnak szimbiotikus kapcsolatban. Ez a gombák segítenek a cellulóz és más nehezen emészthető anyagok lebontásában, így a lárvák hatékonyan tudnak tápanyagokat kivonni a korhadó fából.
A falébogárfélék felépítése és adaptációi kiválóan alkalmazkodtak a faanyagban való élethez és táplálkozáshoz, így kulcsszerepet játszanak az erdei ökoszisztémák anyagforgalmában.

## Életmódjuk
A falébogárfélék elsősorban korhadó vagy elhalt faanyagokban élnek, ahol lárváik fejlődnek és táplálkoznak. A nőstény bogarak a petéiket repedésekbe, fakérgek alá vagy közvetlenül a faanyagba rakják le, ahol a lárvák kikelve azonnal elkezdik a fát bontani. Táplálkozásuk során gyakran szimbiotikus kapcsolatot alakítanak ki speciális gombákkal, amelyek segítenek a cellulóz lebontásában és a tápanyagok felszabadításában.
A falébogárfélék lárvái xilofágok, vagyis faanyaggal táplálkoznak, de nem minden esetben károsítják az élő fákat. Inkább a már korhadó vagy elhalt faanyag lebontásában vesznek részt, hozzájárulva az erdei ökoszisztémák anyagforgalmához. Ezzel fontos szerepet játszanak az elhalt növényi részek visszaforgatásában a talajba.
A kifejlett egyedek életmódja rövid életű, főként a szaporodásra összpontosít. Egyes fajok esetében a felnőtt bogarak nem is táplálkoznak, mivel életük során a lárvaállapotban felhalmozott energiát használják fel. A falébogárfélék nappal általában rejtőzködnek, és csak éjjel aktívak, amikor párt keresnek vagy új élőhelyeket fedeznek fel.
A természetes erdők pusztulása és a fakitermelés miatt élőhelyeik csökkenőben vannak, ami hatással lehet populációikra. Ugyanakkor szinantrop fajok is ismertek, amelyek feldolgozott faanyagokban vagy épületek faszerkezeteiben élhetnek, és időnként károkat is okozhatnak.

## Fordítás
- Ez a szócikk részben vagy egészben  a   Nosodendridae című norvég Wikipédia-szócikk fordításán alapul.  Az eredeti cikk szerkesztőit annak laptörténete sorolja fel. Ez a jelzés csupán a megfogalmazás eredetét és a szerzői jogokat jelzi, nem szolgál a cikkben szereplő információk forrásmegjelöléseként.